# Joueur de go professionnel
Un joueur de go professionnel est un professionnel appartenant à une fédération de joueurs payés pour jouer et enseigner le go. Le niveau requis pour devenir professionnel est extrêmement élevé, et seuls quelques joueurs par an parviennent à devenir professionnels. Il existe actuellement six fédérations de professionnels : la Nihon Ki-in et la Kansai Ki-in au Japon, la Zhongguo Qiyuan en Chine, la Hanguk Kiwon en Corée du Sud la Taiwan Qiyuan à Taïwan, et la Fédération européenne de go en Europe.

## Description
La quasi-totalité des professionnels actuellement en activité sont d'origine japonaise, chinoise, coréenne ou taïwanaise, à l'exception d'une poignée de joueurs d'origine russe, européenne ou américaine,.
Le rang des joueurs professionnels est séparé de celui des joueurs amateurs, et s'étend de 1er dan à 9e dan [1p…9p] (le rang des joueurs amateurs s'étend en général de 20 kyu [20k] à 7e dan [7d]). Le plus fort niveau amateur correspond grossièrement au plus faible niveau professionnel, si bien qu'on peut considérer qu'un 7e dan [7d] européen amateur est proche du niveau d'un 1er dan [1p] professionnel. 
Note : Pour ne pas confondre les rangs professionnels avec les rangs amateurs, il est d'usage de noter les rangs amateurs avec un d (5d signifiant 5e dan amateur), et les rangs professionnels avec un p (5p signifiant 5e dan professionnel).

## Intelligence artificielle
La puissance de l'intelligence artificielle concurrence fortement et challenge les joueurs professionnels. 